# Autismo de alto funcionamiento
El autismo de alto funcionamiento (AAF) fue históricamente una clasificación del autismo para describir a una persona que no presentaba discapacidad intelectual, pero mostraba rasgos autistas, como dificultad en la interacción social y la comunicación. El término se aplicaba a menudo a personas autistas verbales con al menos una inteligencia promedio. Sin embargo, muchos en las comunidades médica y autista han pedido dejar de usar el término, considerándolo simplista y poco representativo de las dificultades que enfrentan algunas personas autistas.
El AAF nunca ha sido incluido en el Manual diagnóstico y estadístico de los trastornos mentales (DSM) de la Asociación Estadounidense de Psiquiatría ni en la Clasificación Internacional de Enfermedades (CIE) de la Organización Mundial de la Salud, las dos principales guías de clasificación y diagnóstico para condiciones psiquiátricas.
El DSM-5-TR clasifica el autismo en tres niveles según las necesidades de apoyo. El nivel 1 de autismo tiene las menores necesidades de apoyo y corresponde más cercanamente al identificador de "alto funcionamiento".

## Caracterización
El término "autismo de alto funcionamiento" se usaba de manera similar al síndrome de Asperger, otra clasificación obsoleta. La característica definitoria reconocida por los psicólogos era un retraso significativo en el desarrollo del habla y las habilidades lingüísticas tempranas, antes de los tres años. El término síndrome de Asperger típicamente excluía un retraso general del lenguaje.
Otras diferencias señaladas en las características del autismo de alto funcionamiento y el síndrome de Asperger incluían las siguientes:
- Menor capacidad de razonamiento verbal.
- Mejores habilidades visuales/espaciales (ser excepcionalmente talentoso artísticamente) Menor desviación en la locomoción (por ejemplo, torpeza).
- Problemas para funcionar de manera independiente.
- Curiosidad e interés por muchas cosas diferentes.
- Dificultad para empatizar con otras personas.
- Proporción hombre-mujer (4:1) mucho menor

El AAF no es un diagnóstico reconocido por la Asociación Estadounidense de Psiquiatría ni por la Organización Mundial de la Salud. Sin embargo, el AAF se usaba previamente en entornos clínicos para describir casos de trastorno del espectro autista donde los indicadores sugerían un coeficiente intelectual (CI) de 70 o mayor.

### Comorbilidades
Con la notable excepción de las discapacidades intelectuales, que no formaban parte del AAF, las comorbilidades encontradas en poblaciones con AAF reflejaban las encontradas en el autismo. (Entre el 40 y el 55% de las personas con autismo también tienen una discapacidad intelectual). Estudios que examinaron específicamente el AAF han analizado la ansiedad, el trastorno bipolar, el síndrome de Tourette, el trastorno por déficit de atención con hiperactividad (TDAH) y el trastorno obsesivo-compulsivo (TOC). Tanto el AAF como el TOC presentan anormalidades asociadas con la serotonina.

### Comportamiento
Un estudio de 2012 señaló que los "trastornos de AAF están sobrerrepresentados en la población criminal en comparación con la población general", aunque se necesita más investigación en esta área. Algunos estudios de casos han vinculado la falta de empatía y la ingenuidad social asociadas con el AAF a acciones criminales.

## Lecturas complementarias
- Ami Klin (mayo de 2016). «Autism and Asperger syndrome: an overview». Revista Brasileira de Psiquiatria (en inglés).
- Robison, John Elder (2007). Look Me in the Eye: My Life with Asperger's. Three Rivers Press. ISBN 978-0-307-39598-6.